# Greng
Greng là một đô thị trong huyện See thuộc bang Fribourg ở Thụy Sĩ.